# Горни Окол
Горни Окол е село в Западна България. То се намира в община Самоков, Софийска област.

## География
Горни Окол е село в Софийска област, намиращо се на 18 км северно от гр. Самоков. Разположено е в източната част на Плана планина, край малката Вуйна река (наричана още Околска река), приток на Искър, на височина около 950 м. Климатът е умереноконтинентален с планинско влияние. Канеленоподзолисти и кафяви горски почви са характерни за района. Селото се намира на 2 км южно от съседното село Долни Окол.

## Население
- 1934 г. – 1363 жители
- 1946 г. – 1585 жители
- 1956 г. – 1451 жители
- 1975 г. – 859 жители
- 1992 г. – 421 жители
- 2001 г. – 349 жители
- 2008 г. – 201 жители
- 2009 г. – 198 жители
- 2010 г. – 195 жители
- 2011 г. – 192 жители

## История
Сведения за селото има в османския регистър от 1576 г. Предполага се че днешното място е заселено след чумна епидемия.
Килийно училище е открито в селото преди 1835 г., начално – преди Освобождението през 1878 г. Запазена е църквата „Свети Пророк Илия“, строена на два етапа, вторият през 1857 г. Църквата е зографисана богато отвътре от един от най-видните представители на Самоковската художествена школа, Никола Образописов, чиито стенописи красят още Бельовата църква и Метоха в град Самоков, Рилския манастир и други. Негов помощник при зографисването е синът на прочутия български художник Захари Зограф, бъдещият голям общественик Христо Зографски. Църквата е национален паметник на културата с архитектурна и художествена стойност.
Източно от селото на естествено защитено място, наричано още Градището, има останки от крепост с три пояса стени с кули и ровове, а непосредствено до него (южно и източно) – следи от голямо селище. Тук са намирани много фрагменти от керамика, тухли и керемиди, стъклени и метални предмети и монети, които позволяват да се определи времето на съществуването му – Х-XII в.
Легенда, съхранена в Горни Окол, разказва: В Мухчел имало село от 70 къщи. Връхлетяла чумата, измрели много хора. Отишли от там жителите на 9 къщи в Отсек /Горни Окол/, жителите на 4 къщи – в Долни Окол, а двама братя – в Локорско и Връбница. Втори път чума прогонила хората и от там. В котловината, където е римската чешма – там се заселили хората, за да стигне селото си днешното местоположение.
В Долни Окол е съхранена близка по съдържание легенда. Тя разказва, че жителите на селата между Горни и Долни Окол били прогонени от чумата. Изселили се към Локор и Връбница. След време четирима души се върнали. Двама тръгнали нагоре, двама – надолу. По-ниското село нарекли Долни Окол, а по-високото – Горни Окол.
Горни Окол се намира в горната, южната част на долината, на 16 км от Самоков. Землището му граничи на изток с малката ивица земя, прилежаща към язовир „Искър“, на север – със землището на Долни Окол. Грницата между тях минава през средата на долината в посока изток – запад. На запад минава долината на р. Планщица и достига землището на с. Плана, а на юг границата е със землищата на Алино, Райово и Широки дол. Едно голямо землище с богата природа, с долини и заравнени била, с хубави гори и добри водоизточници, които са осигурявали живота на многобройното население. Старото село било на 1 км северно от днешното. Предполага се, че на сегашното място е заселено след чумната епидемия.
Най-старото сведение за селото се намира в османски данъчен регистър от 1566 г., където е записано: „Село Крушов дол, с другото име Малки Окол. Намира се вътре в землището на село Широки дол, спадащо към Самоков. Чифлик е на споменатия Ахмед. Разработвало се от неговите хора със собствените им чифтове и каквото се произвежда, било негово притежание. Като равностойност на десятъка от зърнени храни са били записани 300 акчета в пари. Когато тази сума на… била премахната, в землището на селото дошли „хайманета“ (пришълци). След като от всички се събере испенче /основен данък/ и другите налози като равностойност за десятъците от всяко семейство са записани по 65 акчета в пари. „Така се намери записано, в съответствие с което така и беше записано в новия императорски регистър.“
В описа са записани имената на 36 пълночленни домакинства, три на вдовици, три на неженени мъже и на четирима пришълци. На челно място е името на селския свещеник Петко. Общият приход, събран от селото през тази година, възлиза на 2000 акчета. Този приход е от десятъка върху зърнени храни, сено, нзасяти ниви; данък върху зеленчукови градини, десятък от пчелни кошери; наказание за избягали роби и робини; данък женитба; повреди на имот, пъдарщина, 300 акчета от виднята на Михаил Даго? И испенч от пришълци.
Описът е много подробен и дава представа за поминъка и икономическото състояние на жителите на селото. „Така се намери записано, в съответствие с което така и беше записано в новия императорски регистър“ – този израз показва, че селото е съществувало и преди изготвянето на новия регистър. В средата на 16 век то е било средно по големина селище с повече от 250 жители.
В друг опис от 1640 – 1646 г. се казва, че в Горни Окол имало 40 пълночленни семейства. Много преди Освобождението там имало 54 къщи.
Интересни са данните заброя на жителите на Горни Окол от преброяванията, проведени от 1934 г. до 2011 г. Те дават отговор на много въпроси както от демографски, така и от стопански и икономически характер. При преброяването през1934 г. селото е имало 1363 жители, в 1946 г. – 1585, в 1956 г. – 1451, в 1975 г. – 859, в 1992 г. – 421, в 2001 г. – 349, а през 2011 г. – 190 жители в 123 домакинства. Жилищата са 1078, вилите – 501.
Най-много жители селото е имало през 1946 г. След това започва да намалява, за да стигне днес до 190 души, преобладаващо възрастни хора. Причините за голямата миграция, която се наблюдава в Горни Окол през 60-те и 70-те години на 20 век са комплексни, но в основата на всичко е липсата на постоянна работа и добър поминък за голяма част от местните жители.
Основен поминък в по-далечното минало, и до средата на 20 в., са били земеделието, животновъдството и дърводобивът, за които тук е имало добри условия. В тях са били ангажирани хора от всички възрасти.
Някога, в по-далечното минало – през 16 век и след това, в селото се произвежда и големи количества въглища и желязна руда. Виднята на Михаил Дяко от селото е произвеждала годишно по 10 нови стволове желязо, за което е плащан данък 300 акчета годишно. Рудниците били разпръснати по околните местности. Там се работело само когато имало дъждовна и снежна вода. Тогавашните хора са използвали канали и вирове. Запазени са редица имена на местности, свързани с тази дейност – Турски вир, Найденови руди и др. С руда захранвали местната видня и виднята в тогавашното съседно село Калково. Рударството и рудодобивът спират околоОсвобождението. От османскя данъчен регистър се вижда, че още в средата на 16 век в Горни Окол е имало добре развито земеделие. Тук са произвеждани зърно, сено, зеленчуци, имало е кошери, заплащала се е пъдарщина. Тогавашните хора са плащали данък и за незасети ниви, и глоби за нанесени вреди на отглежданите култури. Отглеждани са и много овце и едър рогат добитък. Още през тези векове е създадена традиия за отглеждане на стоката на кошари и саи?… извън селото.
Жителите на Горни Окол са били крепители на християнската вяра през вековете. Попредание се знае, че селото е давало от стари времена свещеници на Долни Пасарел и Калково, а първият свещеник от Горни Окол, чието име се знае, е поп Петко, свещендействал тук още през 1566 г.
Църквата „Св. пророк Илия“ е строена полувкопана в земята, за да влезеш в нея, се слиза по няколко стъпала. Тя е градена от ломени камъни, споявани с хоросан. В източната ѝ част тук-там в градежа са употребявани тухли. Тя е еднокорабна, с полуцилиндричен свод, наподобява храма в Калково и може да се отнесе към 17 – 18 век Над вратата, от вътрешната страна, има ктиторски надпис: „Во славу светыа единосущныа живетверащиа и неразделимыа Тройца, Отца и Сина и Светаго Духа. С иждивението селско изобрази се тоа храм в лето от Христа 1866, изписа 30, а созида се в неизвестни и нам лепти до половина, а другата половина поднови се със старание и иждивение селско в лето 1857, октомвриа. Изобразители Николай Иванович Образописец, Христаки Захариев Зографски, Димитър Христов от Самоков; от селото маза Иван Статков.“
В горния край на селото е запазена стара чешма със засводена с тухли широка ниша. Наричат я Римската чешма. На нея имало и надпис, но при опит да се укрепи и запази от разрушение надписът е заличен. Източно от тази чешма, на една височина, се намира параклисът „Света Богородица“, в който има икони от 1879 г. Селото има и второ оброчище – „Св. Пантелеймон“.

## Обществени институции
- Кметство
- Поща
- Народно читалище „Искра“, основано през 1947 г.
- Библиотека

## Културни и природни забележителности
В селото има Римска чешма. В Горни Окол проповядва християнството. Има две църкви. Едната е храм св. Пророк Илия, другият е параклис св. Богородица. До сградата на кметството и пощата има градинка, където можем да си отпочинем. В нея има паметник и пейки.

## Редовни събития
Всяка година в предпоследната събота на юни се провежда съборът на селото пред читалище Искра.

## Други
Скали Окол край остров Гринуич, Южни Шетландски острови са наименувани в чест на селата Горни и Долни Окол. 